# 滇藏木兰
滇藏木兰（学名：Magnolia campbellii）是木兰科木兰属的植物。分布在尼泊尔、不丹、印度、锡金、缅甸以及中国大陆的云南、西藏等地，生长于海拔2,500米至3,500米的地区，多生长于林间。

## 特征
中型至大型落叶乔木，一般高达30米，最高可达45米，树皮光滑，灰色。叶长10－23厘米，最长可达33厘米，宽4.5－10厘米，最宽可达14厘米，底面被绒毛，先端急尖。花大型，直径15－25厘米，最大可达35厘米，被片12－16枚，白色至深粉色。花期很早，先于叶生长，从冬末至早春开放。花开放後，最内侧的被片仍保持直立，而其他被片舒展开来。这种被片的排列方式可以遮盖保护雄蕊和柱头，使二者在滇藏木兰过早的花期中免受雨、雪以及其他严酷的自然环境的伤害。

|  |  |

滇藏木兰有2－3个变种：
- 白花滇藏木蘭 Magnolia campbellii var. alba：花白色，常被视为栽培种。
- 滇藏木兰 Magnolia campbellii var. campbellii：原变种，分布於分布区西部，喜马拉雅山脉，幼芽和花梗被稀疏绒毛。
- 早花滇藏木兰 Magnolia campbellii var. mollicomata：分布於分布区东部，云南及周边地区，幼芽密被绒毛，花茎被密毛。

## 栽培
滇藏木兰的花朵很华丽，因此常作为观赏树木栽培，不过其只能在没有春末霜冻的温暖地区才能成功开花。早花滇藏木兰花期稍晚，而且其花朵不易受霜害。幼嫩树木需要生长多年後才能开花，其根需要深埋，喜潮湿土壤，而且需要种植在温暖、不易受伤害的地点。滇藏木兰有不少栽培种，包括白花滇藏木兰（'Alba'） (white flowers)、'Charles Raffil'（亮紫粉色花朵，树木幼年时即可开花）以及'Strybing White'（白花），另外其还有很多与木兰属其他物种杂交的品种。